# Isla Dawson
Isla Dawson är en ö i Chile.   Den ligger i regionen Región de Magallanes y de la Antártica Chilena, i den södra delen av landet. Arean är 1 290 kvadratkilometer.
Terrängen på Isla Dawson är kuperad. Öns högsta punkt är 892 meter över havet. Den sträcker sig 80,5 kilometer i nord-sydlig riktning, och 45,4 kilometer i öst-västlig riktning.